# Emilio Maria Miniati
Emilio Maria Miniati (Firenze, 10 febbraio 1839 – 17 marzo 1918) è stato un arcivescovo cattolico italiano.

## Biografia
Nato a Firenze il 10 febbraio 1839, divenne sacerdote dell'arcidiocesi fiorentina nel 1862. Laureato in Sacra Teologia, ricoprì diversi incarichi: fu esaminatore prosinodale, canonico della cattedrale di Santa Maria del Fiore e penitenziere di quella stessa chiesa metropolitana.
Il 18 maggio 1894 fu nominato vescovo di Massa; ricevette la consacrazione episcopale nella chiesa di San Carlo al Corso a Roma, il 24 maggio da Andrea Carlo Ferrari, che solo pochi giorni prima era stato scelto come arcivescovo di Milano e creato cardinale.
Il 29 aprile 1909 lasciò la guida della diocesi di Massa, pur restandone amministratore apostolico durante la sede vacante.
Fu elevato al rango di arcivescovo, ricevendo la sede titolare di Stauropoli.
Morì il 17 marzo 1918.

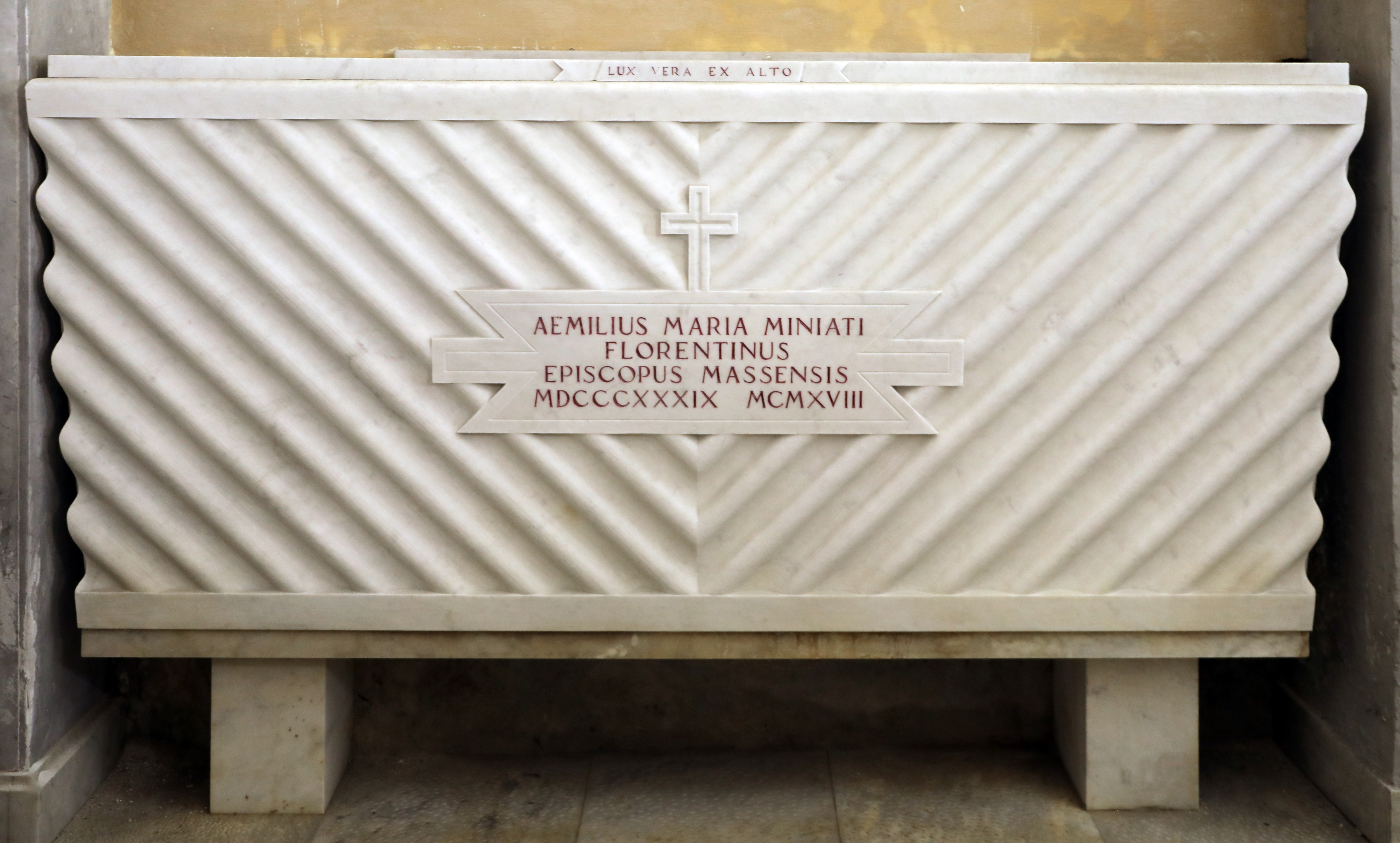
La tomba nel duomo di Massa

## Genealogia episcopale
La genealogia episcopale è:
- Cardinale Scipione Rebiba
- Cardinale Giulio Antonio Santori
- Cardinale Girolamo Bernerio, O.P.
- Arcivescovo Galeazzo Sanvitale
- Cardinale Ludovico Ludovisi
- Cardinale Luigi Caetani
- Cardinale Ulderico Carpegna
- Cardinale Paluzzo Paluzzi Altieri degli Albertoni
- Papa Benedetto XIII
- Papa Benedetto XIV
- Papa Clemente XIII
- Cardinale Marcantonio Colonna
- Cardinale Giacinto Sigismondo Gerdil, B.
- Cardinale Giulio Maria della Somaglia
- Cardinale Carlo Odescalchi, S.I.
- Cardinale Costantino Patrizi Naro
- Cardinale Lucido Maria Parocchi
- Cardinale Andrea Carlo Ferrari
- Arcivescovo Emilio Maria Miniati